# Клобуково (Росія)
Клобу́ково (рос. Клобуково) — присілок у складі Лузького району Кіровської області, Росія. Входить до складу Лузького міського поселення.
Населення становить 7 осіб (2010, 2 у 2002).
Національний склад станом на 2002 рік — росіяни 100 %.